# Diaea decempunctata
Diaea decempunctata là một loài nhện trong họ Thomisidae.
Loài này thuộc chi Diaea. Diaea decempunctata được Wladislaus Kulczynski miêu tả năm 1911.